# Matthew G. Taylor
Matthew G. Taylor est un acteur canadien, né dans la banlieue de Toronto.

## Biographie
Matthew Taylor est un ex-policier et a une ceinture noire en karaté.

## Filmographie
- 1998 : Sleeping Dogs Lie : Broken-nosed Cop
- 1998 : Edison: The Wizard of Light (TV) : Sandow, The Strongman
- 1998 : The Last Don II (feuilleton TV) : Ivar Larsson
- 1999 : Detroit Rock City : Chongo
- 2000 : The Skulls: société secrète (The Skulls) : Medoc
- 2000-2005 : Queer as Folk (TV) : Zack O'tool
- 2001 : Hors limites (Exit Wounds) : Useldinger
- 2003 : Encrypt (TV) : King
- 2003 : Gothika : Turlington
- 2004 : Resident Evil: Apocalypse : Nemesis
- 2005 : De l'ombre à la lumière (Cinderella Man) : Primo Carnera
- 2006 : Lucky Number Slevin : Featured
- 2011 : Les Immortels : Mondragon